# Nuttal & Mann's

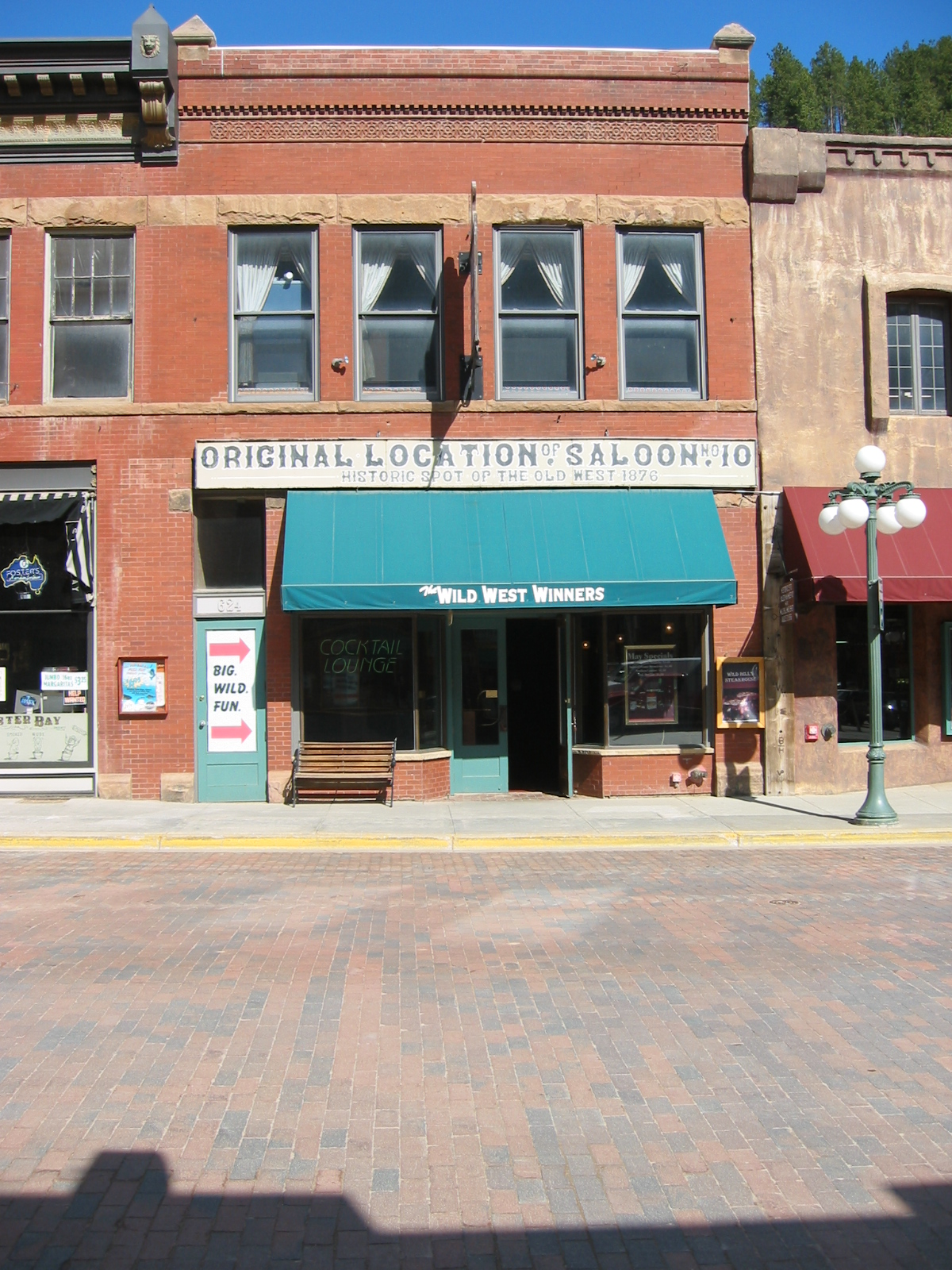
De vermoedelijke locatie van Nuttal & Mann's, waar Wild Bill Hickok in 1876 werd doodgeschoten door Jack McCall.

Nuttal & Mann's of Saloon #10 was een saloon in Deadwood, South Dakota. Tijdens de goudkoorts in de jaren 1870 was het een plaats waar goudzoekers samenkwamen om te drinken en te gokken.

## Geschiedenis
De Saloon werd geopend door William Nuttall en Tom Miller. Oorspronkelijk bevond de saloon zich aan Main Street 624. Bij de brand van 1879 werd Nuttal & Mann's verwoest. Tussen 1898 en 1903 was de saloon gevestigd in het I.H. Chase Building. Sinds 1938 is de saloon gevestigd aan Main Street 657 en is deels ingericht als museum. Het trekt veel toeristen die de sfeer van het eind-19e-eeuwse Deadwood willen proeven.
In het wetteloze Deadwood in de jaren 1870 vonden veel gewelddadige en anderszins opmerkelijke gebeurtenissen plaats, maar de moord op Wild Bill Hickok in Nuttal & Mann's is wellicht de bekendste gebeurtenis uit die tijd. Hickok, een legendarische figuur uit het Wilde Westen, werd op 2 augustus 1876 vermoord door Jack McCall terwijl hij poker aan het spelen was. McCall schoot Hickok in de rug met een .45-kaliber revolver en ondertussen riep hij "Take that!" Normaliter zat Hickok tijdens pokerwedstrijden in een hoek voor het geval hij in zijn rug geschoten zou worden, maar op die dag zat hij met zijn rug naar de deur. Hickok had eerder die dag McCall geld aangeboden om eten te kopen, omdat McCall de dag ervoor zijn geld met poker had verloren. De moord was waarschijnlijk een dronken reactie op dit aanbod, hoewel McCall een andere uitleg gaf: Wild Bill Hickok zou McCalls broer in Abilene hebben vermoord. Na zijn latere executie bleek dat McCall nooit een broer heeft gehad.